# بييرو فيدا
بييرو فيدا (بالإيطالية: Piero Vida)‏ هو ممثل إيطالي، ولد في 5 أغسطس 1938 بالبندقية في إيطاليا، وتوفي في 11 أكتوبر 1987 بروما في إيطاليا.

## أعمال

### أفلام
- (1974) البواب الليلي
- (1976) 1900[2][3]

## وصلات خارجية
- بييرو فيدا على موقع IMDb (الإنجليزية)
- بييرو فيدا على موقع قاعدة بيانات الأفلام العربية
- بييرو فيدا على موقع ألو سيني (الفرنسية)
- بييرو فيدا على موقع أول موفي (الإنجليزية)
- بييرو فيدا على موقع قاعدة بيانات الأفلام السويدية (السويدية)
- بييرو فيدا على موقع قاعدة بيانات الفيلم (الإنجليزية)
- بييرو فيدا على موقع كينوبويسك (الروسية)